# زوارق الدورية اللبنانية
فئة المهاجم (يشار إليها أيضًا باسم فئة المقتفي) هي فئة من زوارق الدورية. كانت تديرها سابقًا البحرية الملكية البريطانية
والجمارك، سبعة من هذه الفئة تديرها حاليًا البحرية اللبنانية واثنتان من قبل الجمارك اللبنانية.

## التصميم والبناء
أنشئت فئة المهاجمين بواسطة فيري أولداي (فيري مارين المحدودة)، على نهر هامبل في هامبشاير، إنجلترا. تم بناء سفينة مهاجم- أتش أم أس في كاوز، في جزيرة وايت، بينما بنيت الواحات الأخرى من الفئة في ساوثامبتون.
تحتوي السفن على هياكل بلاستيكية معززة بالزجاج. خصصت السفن لمختلف أقسام مهاجم إتش إم إس يقع مقرها في ليفربول كمناقصة لشركة إتش إم إس إيجلت. وفي نهاية المطاف، تم إعادة تخصيص السفن لوحدات الجرة.

## التاريخ التشغيلي
مهاجم إتش إم إس وهنتر ولاعب مهاجم سربًا قبرصيًا واستخدامها للدوريات وحماية الموانئ. كانت. مهاجم إتش إم إس هي سفينة التدريب للوحدة البحرية الملكية بالجامعة التي تخدم جامعتي جلاسكو وستراثكلايد، بينما قامت إتش إم إس المطارد بهذا الدور فيأبردين جرة وأدت إتش إم إس فينجر نفس الدور في جامعة ساوثهامبتون. حملت سفن الدورية ثلاثة رشاشات للأغراض العامة، بينما كانت سفن التدريب غير مسلحة.
أخرجت فئة المهاجم من الخدمة في البحرية الملكية خلال عامي 1991 وبيعت السفن الخمس للبحرية اللبنانية في يوليو 1992. كما بيع مهاجمين اثنين كانا تديرهما مصلحة الجمارك البريطانية سابقًا إلى لبنان في مارس 1994.

## قائمة السفن
- أتش أم أسمهاجم (P281) - نقلت إلى البحرية اللبنانية وأعيد تسميتها بطرابلس في عام 1992.[1]
- أتش أم أس المطارد(P282) - نقلت إلى البحرية اللبنانية وأعيد تسميتها بجبيل في عام 1992.[1]
- أتش أم أس المحارب(P283) - نقلت إلى البحرية اللبنانية وأعيد تسميتها بجونيه في عام 1992.[1]
- أتش أم أس هنتر(P284) - نقلت إلى البحرية اللبنانية وأعيدت تسميتها بالأرز في عام 1992.[1]
- أتش أم أس لاعب مهاجم(P285) - نقل إلى البحرية اللبنانية وأعيد تسميته إلى صيدا في عام 1992.[1]
- وقائية (الجمرك) - نقلت إلى البحرية اللبنانية وأعيد تسميتها إلى البترون في عام 1994.[1]
- سويفت (الجمارك) - نقلت إلى البحرية اللبنانية وأعيدت تسميتها سارافان في عام 1994.[1]
- لبنان الثاني (الجمارك اللبنانية)
- أرز 2 (الجمارك اللبنانية)